# Верхние Родники
Верхние Родники — упразднённая деревня, располагавшаяся на территории Александровского муниципального округа Пермского края России.

## География
Урочище находится в северо-восточной части края, в предгорьях Среднего Урала, в подзоне средней тайги, на левом берегу ручья Родники (левый приток реки Вильвы), на расстоянии приблизительно 8 километров (по прямой) к западу от города Александровска, административного центра округа.

### Климат
Климат характеризуется как умеренно континентальный, влажный, с холодной продолжительной снежной зимой и сравнительно коротким тёплым летом. Среднегодовая температура воздуха — −0,5…+0,5 °C. Средняя температура воздуха самого холодного месяца (января) — −16,5 °C (абсолютный минимум — −54 °С), средняя температура самого тёплого (июля) — +16,5 °С (абсолютный максимум — +36,5 °С). Годовое количество атмосферных осадков составляет около 600—800 мм, из которых большая часть выпадает в тёплый период. Снежный покров держится в течение 170—180 дней.

## История
В 1908 году в деревне Верхние Зародники, относящейся к Больше-Вильвенскому обществу Всеволодо-Вильвенской волости Соликамского уезда Пермской губернии, имелось 4 двора и проживало 28 человек (12 мужчин и 16 женщины). В этноконфессиональном составе населения того периода преобладали русские православного вероисповедания.
По данным переписи 1926 года имелось 6 хозяйств и проживало 32 человека (13 мужчин и 19 женщин), русских по национальности. В административном отношении входила в состав Всеволодо-Вильвенсного поселкового совета Кизеловского района Верхне-Камского округа Уральской области.
В 1963 году числилась как населённый пункт Всеволодо-Вильвенского поссовета, проживало 35 человек. Упразднена не позднее 1981 года.